# De Havilland Comet
El De Havilland DH 106 Comet va ser la primera producció comercial d'un avió de reacció. Desenvolupat i fabricat per De Havilland a l'aeròdrom de Hatfield, Hertfordshire, Regne Unit, el prototip del Comet 1 va volar per primer cop el 27 de juliol de 1949. Comptava amb un disseny aerodinàmicament net, amb quatre motors turboreactors De Havilland Ghost dins les ales, un fuselatge pressuritzat, i finestres grans quadrades. Per a l'època, oferia una cabina de passatgers relativament tranquil·la i còmode i va mostrar senyals de ser un èxit comercial en el seu debut el 1952.
Un any després d'entrar en servei comercial, els Comets van començar a patir problemes, amb tres d'ells trencant-se en ple vol en accidents molt publicitats. Més tard es va descobrir que la causa era una fatiga metàl·lica a l'estructura de l'aeronau, a l'alçada de les finestretes de cabina, a causa dels esforços i els cicles repetits del sistema de pressurització. El Comet va ser retirat de servei el 1954 i àmpliament analitzat per descobrir la causa; el primer incident s'havia atribuït incorrectament a les condicions meteorològiques adverses. Es van identificar en última instància els errors de disseny, incloent tensions perilloses a les cantonades de les finestres quadrades i les metodologies d'instal·lació. Com a resultat, el Comet va ser redissenyat extensament amb finestres ovalades, reforç estructural i altres canvis. Els fabricants rivals per la seva banda van fer cas de les lliçons apreses del Comet, en el desenvolupament del seu propi avió.
Tot i que les vendes no es van recuperar totalment, les millores del Comet 2 i el prototip Comet 3 van culminar amb la sèrie redissenyada del Comet 4 que es va estrenar el 1958 i va tenir una carrera productiva de més de 30 anys. El Comet va ser adaptat per a una varietat de funcions com ara militars, VIP, transport mèdic i de passatgers, així com de vigilància. La major modificació va donar lloc a una especialitzada variant d'avió de patrulla marítima, el Hawker Siddeley Nimrod. El Nimrod va romandre en servei amb la Royal Air Force (RAF) fins al juny de 2011, més de 60 anys després del primer vol del Comet.

## Història
Al maig de 1943 va tenir lloc la primera reunió del denominat Segon Comitè Brabazon, que a la fi d'aquest mateix any va emetre una sèrie de recomanacions, una de les quals, l'anomenada Tipus IV, corresponia a un transport comercial propulsat a reacció.
Les diferents recomanacions del Comitè Brabazon es van ser assignant gradualment a les diferents companyies del sector, i això va succeir amb el Tipus IV i De Havilland. Aquesta empresa estava dividida en una Companyia Aeronàutica, amb un equip de disseny encapçalat per R. I. Bishop i R. M. Clarkson, i una Companyia de Motors, amb els enginyers en cap F. B. Halford i J. S. Moult. A principis de 1944 els dos equips de De Havilland estudiaven conjuntament el Tipus IV i, després de sospesar diverses possibilitats, al febrer de 1945 van rebre el vistiplau per tirar endavant el projecte D.H. 106. En aquells dies els criteris de disseny eren encara molt vagues i diferents. La principal destinatària de l'avió British Overseas Airways Corporation (BOAC), tampoc tenia molt clara la possible configuració del D.H.106.
Afortunadament, De Havilland va aconseguir persuadir a BOAC i al govern sobre la conveniència d'un transport més convencional i també més versàtil. El disseny va començar al setembre de 1946, quan el Ministeri de Proveïments va encarregar dos prototips. BOAC havia avançat el 1944 que necessitaria 25 avions, però la primera comanda, cursada el gener de 1947, preveia només la compra de vuit unitats. British South American Airways (BSAA) tenia en aquells dies encarregats sis exemplars, però aquesta aerolínia es va fusionar amb BOAC i es va cancel·lar la seva comanda, incrementant-se la de BOAC a nou aparells. El nom Comet va ser provat al desembre de 1947.

## Disseny
A causa de la revolucionària naturalesa del nou Comet, es van emprendre programes paral·lels a fi d'assegurar la seva viabilitat tecnològica. El nou motor De Havilland Ghost va ser provat en les góndoles externes del Avro Lancastrian VM703 i en un De Havilland Vampire especial d'alta cota. Els comandaments de vol assistits Lockheed Servodyne es van avaluar minuciosament en Farnborough, a bord del Avro Lancaster PP755, mentre que els components de control s'assajaven en un De Havilland DH 108 i en un De Havilland Hornet. Fins i tot l'aerodinàmica secció de proa va ser provada en un planador Airspeed Horsa, principalment per verificar la visibilitat des de cabina en condicions de pluja. La construcció dels prototips va progressar amb bon ritme i el primer, sense pintar i amb la matrícula G-5-1, va sortir de Hatfield el 25 de juliol de 1949 i va ser posat en vol dos dies més tard, pel pilot de proves de De Havilland John Cunningham.

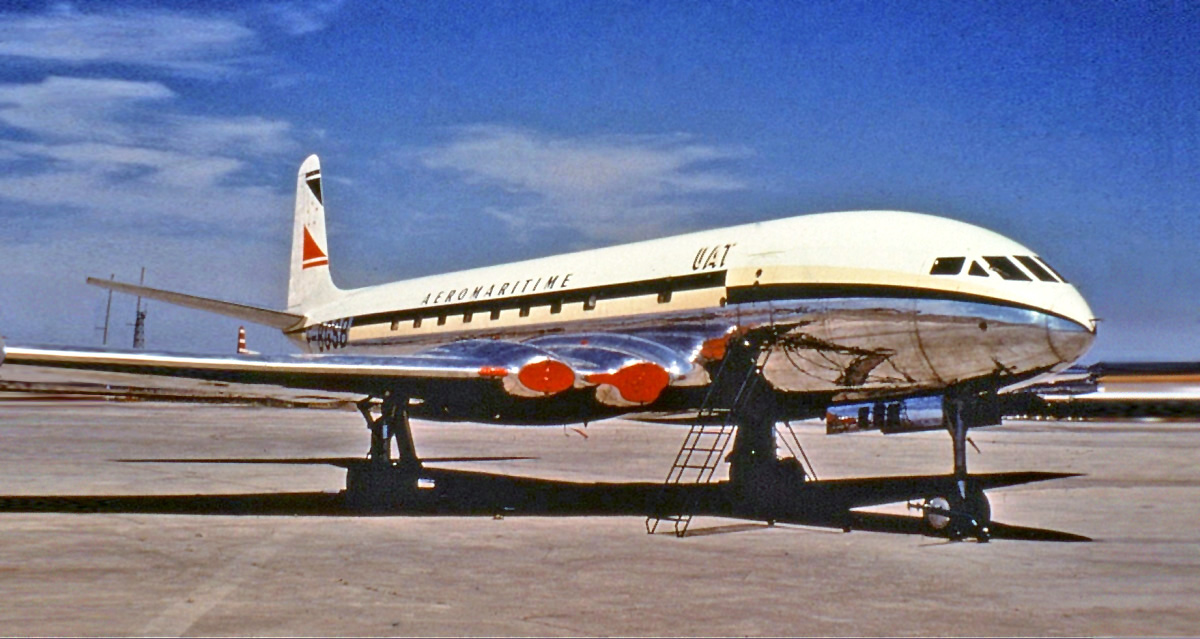
De Havilland DH-106 Comet

Si bé el Comet va resultar menys radical del que es pensava, en realitat gairebé tots els seus components eren innovadors, tant des del punt de vista d'aerodinàmica com d'estructura, propulsió i sistemes. Bàsicament, presentava un ala de gran superfície, que els seus 20º de fletxa resultaven principalment de la seva planta trapezoïdal. Les superfícies de cua eren, en canvi, rectes. Els tres travessers de l'ala, molt separats, travessaven el fuselatge per sota del pis de la cabina de passatge i les seccions internes alars estaven bombades a fi d'allotjar els turboreactors Ghost de 50 de 2.290 kg d'empenyiment, amb preses d'aire ovals a les vores d'atac i llargues toveres als de sortida. Es van instal·lar grans flaps normals, així com flaps d'intradós sota les toveres. La vora d'atac de l'ala era fixa (sense hipersostenidors de vora d'atac), amb una petita esquadra de guia aerodinàmica en la secció externa alar, per davant de l'extrem interior de l'aleró d'accionament assistit. Estrets aerofrens perforats apareixien per davant de les seccions externes dels flaps. L'allargament alar era d'11%. Amb això, el primer Comet presentava una velocitat d'entrada en pèrdua baixa i resultava més fàcil de volar que la majoria dels transports comercials contemporanis propulsats a pistó.
Amb un diàmetre de 3,05 m, el fuselatge de secció circular estava pressuritzat a 0,58 kg/cm², a fi d'aconseguir una pressió interior equivalent a 2.440 m quan l'avió volava a 12.200 m. Aquest valor era el doble de qualsevol aparell comercial anterior. Una de les innovacions principals era la utilització de la unió dels metalls mitjançant el sistema Redux en la totalitat de l'estructura. El procés de desenvolupament es va mantenir en gran secret, com si es tractés d'un model militar. Aquesta cautela es va extremar a l'hora de concebre la instal·lació dels motors, que finalment van ser complementats per un motor coet de propel·lent líquid, el De Havilland Sprite de 2.270 kg d'empenyiment, situat entre les toveres dels motors a fi de proporcionar empenyiment en enlairament des d'aeroports càlids i alts. En contrast amb anteriors avions britànics, el Comet va ser concebut perquè allotgés tant de combustible com fos possible i, de fet, la pràctica totalitat de les ales, a excepció dels compartiments dels motors i dels trens d'aterratge, constituïa un enorme dipòsit integral, amb capacitat per 27.500 litres, (unes tres vegades el combustible embarcat en un Lancaster). Una altra innovació va ser l'abastiment de carburant a pressió: es fixava una ampla mànega en una obertura de l'intradós, amb la que es podia subministrar combustible a un ritme d'una tona per minut. La pressurització de la cabina s'aconseguia sagnant aire dels motors, mentre que més aire sagnat s'utilitzava per desgelar les ales i les superfícies de cua.

## Producció, servei i primeres variants
Sens dubte, els riscos tècnics globals eren molt elevats, i va anar només gràcies a l'important prestigi de De Havilland que es va permetre a la companyia iniciar el procés de producció amb una comanda inicial de només vuit aparells, que sortien a un preu unitari de 250.000 lliures esterlines. Aquesta autorització es fundava en la convicció que produirien molts més demanats una vegada entrés en servei aquest revolucionari aparell. L'acomodament del passatge es va distribuir en files de dos seients a cada costat del passadís central, i amb el pes brut inicial de 47.630 kg va ser possible instal·lar 36 passatgers, vuit d'ells en una cabina davantera separada. El limitat espai resultant sota el pis va suposar que el celler principal d'equipatges es trobés sobre el pis, per darrere de l'espaiosa cabina de vol, dissenyada per a quatre tripulants: comandant, segon, mecànic de vol i navegant.
Inevitablement, cada vol del prototip aconseguia un nou rècord, i es va establir que la totalitat de la càrrega útil podia ser transportada a una distància de 2.820 km a una velocitat de creuer de 790 km/h. Pintat amb la librea de BOAC i assignada la matricula G-ALVG, el certificat d'aeronavegabilitat es va rebre el 21 d'abril de 1950. Al desembre d'aquest any, els antiestètics trens d'aterratge principals d'una sola roda van ser reemplaçats per nets bogies de quatre que posteriorment es normalitzarien en els avions de sèrie. Finalment es van eliminar els motors coet d'assistència en enlairament, si bé es va conservar el seu emplaçament.
El primer avió de producció en sèrie va alçar el vol el 9 de gener de 1951 i el 22 de gener de l'any següent es va rebre el certificat de navegació sense restriccions en operacions amb passatge. Això va permetre que iniciés els serveis regulars el 2 de maig de 1952, sent la primera ruta de Londres a Johannesburg, fent escales a Roma, Beirut, Khartum, Entebbe i Livingstone, trajecte en el trigava un total de 24 hores.
A poc a poc van començar a aparèixer altres aerolínies completament interessades en l'aparell i De Havilland va millorar el model bàsic en el Comet 1A, amb el pes brut crescut fins als 52.160 kg, major capacitat de combustible, 44 seients i injecció d'aigua-metanol a fi de produir empenyiment dels motors en aeroports càlids i elevats. El primer comprador va ser Canadian Pacific Airlines (CPA), seguida per Air France, UAT i les Reals Forces Aèries del Canadà. Pel Comet de nova generació, De Havilland va triar el motor Rolls-Royce Avon i el va instal·lar en el Comet 2: els primers Avon van volar en el prototip Comet 2X el 16 de febrer de 1952. BOAC va encarregar onze Comet 2, que utilitzaven pràcticament la mateixa cèl·lula que la sèrie 1 però allargada 91 cm a fi d'aconseguir una finestreta addicional per al passatge a cada costat del fuselatge. Després de BOAC es van produir les comandes de les companyies British Commonwealth Pacific, Japan Air Lines, LAV i Panair do Brasil, així com les de les aerolínies que ja utilitzaven el Comet 1A, Air France, UAT i CPA.
En l'exhibició aèria de 1952 en Farnborough, De Havilland va anunciar el Comet 3. La major potència dels motors Avon més recents permetia un pes brut de 65.770 kg, transformant al Comet 1 (de 44 seients i 2.280 km d'abast) en un transport comercial realment capaç i eficient que podia portar fins a 76 passatgers a una distància de 4.350 km, i a una velocitat lleugerament superior. Amb el seu fuselatge allargat en 434 cm per davant de l'ala, el Comet 3 adquiria un aspecte realment modern. En molt poc temps es van confirmar les comandes de BOAC, Air Índia i Pan AM, i es van esbossar plans per obrir una tercera línia de muntatge del Comet en la factoria que la mateixa De Havilland tenia en Chester. El prototip del Comet 3 va realitzar el seu vol inaugural el 19 de juliol de 1953, per l'època en què s'havien completat ja sis Comet 2 per BOAC, i més tard va demostrar les seves aptituds volant sense escales a Khartum, (Sudan), cobrint la distància de 4.930 km en sis hores i mitja. Però en aquells dies van esdevenir altres fets molt menys positius.

## Accidents i contratemps
El primer accident es va produir el 26 d'octubre de 1952, quan el Comet 1 G-ALYZ va dur a terme un enlairament desafortunat a Roma i es va avariar irreparablement, si bé la tripulació i els seus 42 passatgers van sortir sans i estalvis. El 3 de maig de 1953 el va succeir alguna cosa semblant al CF-CUN de CPA mentre desenganxava a pes màxim des del càlid aeroport de Karachi. Aquesta vegada, no obstant això, van morir totes les persones que anaven a bord. Les causes estrebaven a haver-hi intentat l'enlairament sense aconseguir l'adequada velocitat de rotació, provocant que l'avió discorregués per la pista amb l'ala en pèrdua, al fet que l'excessiva resistència dificultés l'acceleració i que tot l'angle d'incidència de la presa d'aire reduís l'empenyiment. Tot això es va solucionar modificant la vora d'atac alar i dictant noves normes a fi que no s'intentés l'enlairament fins a aconseguir la necessària velocitat de rotació.
Deficiències de disseny 
Però major gravetat va revestir la destrucció en ple vol del G-ALYV mentre s'elevava de Calcuta el 2 de maig de 1953, dia que se celebrava el primer aniversari de les operacions de BOAC amb el Comet. Desgraciadament la zona estava afectada per les turbulències pròpies dels monsons i no es va emprendre la més mínima investigació per esbrinar si la causa del desastre estava en el mal temps o en una possible fallada estructural de l'avió.
Dos sinistres similars ocorreguts el 10 de gener (avió amb matrícula G-ALYP) i el 23 de març de 1954 (G-ALYY) en el Mediterrani per causes no establertes van obligar a que tota la flota de Comet quedés immobilitzada en terra per ser investigada i les autoritats aeronàutiques li van retitar el certificat de navegabilitat. Després que al febrer de 1955 es recuperessin i analitzessin fins a un 75% dels fragments de l'avió G-ALYP (de l'altre no es va recuperar res perqué les restes estaven a més de 3000 peus de profunditar sota el mar) es va trobar que, tal com se sospitava, es tractava de la fatiga del metall que havia provocat esquerdes al voltant de les finestretes. Per a això, es va desmuntar un De Havilland Comet i es va construir un tanc d'aigua al voltant del fuselatge, deixant les ales fora, en el qual el fuselatge va quedar submergit, per poder bombar aigua a pressió dins del fuselatge i després alliberar-la, mentre se sotmetien les ales a moviments d'a baix cap amunt amb pistons hidràulics, tot això per simular condicions de vol i cicles de pressurització/despressurització de la cabina. Després d'un temps de sotmetre's al fuselatge a aquest enrenou, després de nombrosos cicles de pressurització-despressurització, el fuselatge finalment va explotar en el tanc d'aigua, exposant clarament la falla, i es va comprovar que el prim metall del fuselatge al voltant de les finestres rectangulars i grans del Comet començava a esquerdar-se i finalment causava una descompressió explosiva de la cabina i falla estructural catastròfica. Aquí es va saber que l'energia de la compressió fatigava particularment els angles rectes de les finestretes, iniciant-se allí les esquerdes, la qual cosa va portar a l'adopció de finestretes de menor superfície i de forma oval, per evitar angles rectes i dispersar així l'energia provinent de la pressurització. Mai s'ha sabut per què De Havilland va utilitzar obertures rectangulars en el fuselatge de l'avió amb major grau de pressurització fins avui.
Durant uns quants mesos, la totalitat del projecte Comet va quedar en una posició més que difícil. Es van cancel·lar totes les comandes d'exportació i es van retornar a factoria tots els Comet 1A en servei, excepte els de la RFAC que, sense més contemplacions, van ser modificats amb finestretes ovals i revestiments més gruixuts i van servir en les files del 412è Esquadró fins a 1956. Els altres Comet 1 i Comet 1A van ser utilitzats en programes d'avaluació o, simplement, enviats al desballestament. Els Comet 2 van ser reconstruïts amb obertures ovals i revestiments més gruixuts i lliurats a partir de juny de 1956 al Comandament de Transport de la RAF, que el seu 216è Esquadró va aconseguir un rècord d'utilització intensiva fins a abril de 1967. Les línies de muntatge de Belfast i Chester van ser dedicades a altres programes més segurs.

## Últims desenvolupaments
Dos Comet 2 van ser transferits a Rolls-Royce per al seu ús en el desenvolupament dels motors Avon més potents utilitzats pel Sud Caravelle francès, emprant-se també en prospecció de rutes per BOAC, mentre que altres tres aparells amb el fuselatge original però desproveïts de pressurització van servir com a plataformes de lluita electrònica en el si del 51è Esquadró de la RAF, basat en Wyton. Però la gran incògnita estava ara a veure si De Havilland aconseguiria vendre un derivat completament redissenyat del Comet 3 o si la imatge del producte havia quedat tan deteriorada que resultava inacceptable per a les companyies aèries i per al gran usuari. La resposta al dilema va arribar al febrer de 1955, quan BOAC va anunciar la seva intenció d'adquirir 19 Comet 4, similars als Sèrie 3 (que des del principi havien portat finestretes ovals) però amb major capacitat de carburant i superior abast, i amb un pes brut de 70.760 kg que més tard va arribar fins als 73.480 kg. Aquest model va resultar ser un aparell molt capaç, però el seu principal problema radicava a aparèixer en ple apogeu dels Boeing 707 i Douglas DC-8. Així, per raons merament competitives, la carrera comercial del Comet 4 va començar sobre l'Altlàntic Nord el 4 d'octubre de 1958, avançant-se en 22 dies al primer vol dels 707 de la Pa Am, encara que de fet el Comet 4 no havia estat concebut per a aquesta ruta. Els mateixos Boeing Modelo 727-420 de BOAC van reemplaçar al Comet 4 en la ruta de l'Atlàntic Nord al cap de poc menys d'un any. Altres Comet 4 es van vendre a Aerolínies Argentines i East African.
La flota de 19 Comet 4 de BOAC va demostrar que per fi de Havilland havia creat un aparell comercial segur i cap d'ells va ser venut de segona mà fins a 1965, en una època en què les transaccions d'avions usats estaven a l'ordre del dia. La primera comanda d'exportació, en 1956, va anar per quatre Sèrie 4 i per 10 d'un nou model de curt abast, menor envergadura i fuselatge llarg, el Comet 4A, para Capital Airlines, de Washington. La Sèrie 4A estava especialment reforçada per a elevades velocitats a baixa cota, però va sofrir un important revés quan Capital va ser absorbida per la poderosa United Airlines, que va cancel·lar la comanda. Però en aquells dies BEA estava interessada en l'aparell, i (per a disgust dels francesos, que al·legaven que el Sud Aviation Caravelle feia el mateix que el Comet però amb dos motors en comptes de quatre) a l'abril de 1958 la companyia britànica encàrrec sis Comet 4B, posteriorment ampliats a 14. L'aerolínia grega Olympic va signar un contracte per altres quatre. Aquesta versió portava les ales més curtes i superior càrrega útil, i sense esforç podia transportar 100 passatgers sobre una distància de 5.390 km, cosa que, evidentment, no podia dir-se del Caravelle. De Havilland va posar punt final al programa casant el fuselatge allargat amb voluminosos dipòsits enfusellats en les vores d'atac alars, obtenint així el Comet 4C.
El Comet 4C va ser el model més afortunat de tots, sent adquirit per Mexicana, Misrair (Egyptair), Aerolínies Argentines, PIXA, Suen i Kuwait. Encara que es van produir 30 exemplars d'aquest tipus, els últims es van construir sobre una base purament especulativa, de manera que van ser a parar a les mans del rei Ibn Saud de l'Aràbia Saudita, cinc al 216º Squadron de la RAF, un a l'A & AEE de Boscombe Down i els dos últims a la factoria de Hawker Siddeley en Mánchester, on van servir de punt de partida per als primers Nimrod de patrulla marítima, derivats militars del Comet.

## Variants
- D.H.106 Comet: dos prototips (G-ALV i G-ALZK) amb motors Ghost 50 i aterrizadores d'una roda; provisió per a coets Sprite
- Comet 1: nou avions de producció per BOAC, amb aterrizadores principals de bogies, motors Ghost 50-1 i sense coets (G-ALYP/S i G-ALYU/Z)
- Comet 1A: deu avions amb més combustible (31.395 litres) i injecció d'aigua-metanol; venuts a CPA, AF, UAT i la RFACDe Havilland Comet 4B

De Havilland Comet 4B

- Comet 2X: un avió (G-ALYT), bancada de prova del motor Rolls-Royce Avon 501; avió de desenvolupament pel Comet 2, va realitzar el seu primer vol el 16 de febrer de 1952
- Comet 2: incorporava un fuselatge allargat en 0,91 m i capacitat de combustible augmentada, la qual cosa elevava l'abast a 563 km; el Comet 2 acomodava a un màxim de 44 passatgers i la seva planta motriu consistia en quatre motors Rolls-Royce Avon 503 de 2948 kgf d'empenyiment; el primer dels 12 exemplars encarregats per BOAC va realitzar el seu vol inaugural el 27 d'agost de 1953, però després dels accidents dels Mk 1 les cèl·lules van ser reconstruïdes i dotades de finestretes de cabina rodones i de revestiment més gruixut; 11 exemplars van ser lliurats al Comandament de Transport de la RAF i utilitzats pel 216º Squadron; entre ells figuraven dos entrenadors de tripulacions Comet T.mk 2 i vuit transports Comet C.mk 2; altres tres van ser equipats amb sistemes electrònics especialitzats i destinats als Squadrons 51º i 192º del 30º Group.
- Comet 2I: dos avions amb motors Avon 504 en les góndoles interiors i Avon 524 en posicions exteriors.
- Comet 3: un prototip (G-ANLO) amb fuselatge allargat i motors Avon 522 i més tard Avon 523 reconstruït en la serie 3B
- Comet 3B: reconstrucció del G-ANLO com a prototip de la serie 4B; amb ales escurçades, Avon 525 i altres canvis; reconstruït finalment com a laboratori per a aterratges instrumentals
- Comet 4: versió de sèrie del Mk 3 destinada a operar a l'Atlàntic Nord, amb motors Avon 524 de 4763 kgf d'empenyiment i capacitat per 78 passatgers; 19 exemplars van ser encarregats per BOAC, el primer dels quals va realitzar el seu primer vol el 27 d'abril de 1958; es va fabricar un total de 27 exemplars. sis d'ells para Aerolínies Argentines i dues para East African Airways.
- Comet 4B: versió de curt abast, presentava un fuselatge més llarg (35,37 m) i ala escurçada, amb motors Avon 525B; construït para British European Airways (BEA) (14 unitats) i Olimpic Airways (4); el primer exemplar va volar el 27 de juny de 1959.
- Comet 4C: últim model de producció que combinava el fuselatge allargat del Comet 4B amb l'ala del Comet 4. El primer dels tres exemplars de Mexicana va ser utilitzat per a proves de certificació i desenvolupament i va realitzar el seu vol inaugural el 31 de desembre de 1959. Altres clients van ser Aerolínies Argentines (1), East African Airways (1), el rei Ibn Saud de l'Aràbia Saudita (1), Middle East Airlines (4), Misrair (9), el Royal Aircraft Establishment (1), la RAF (5) i Suen Airways (2). Els dos últims van ser completats com "Nimrod": XV147, amb motor Avon, i XV148, amb motor Spey; el XV148 va ser utilitzat com a bancada de proves.

L'empresa Hawker Siddeley va ser després adquirida per British Aerospace, avui dia BAE Systems.

## Operadors del De Havilland Comet

### Operadors civils
Argentina
- Aerolínies Argentines

- Canadian Pacific Airlines

 Sri Lanka (Ceylon)
- Air Ceylon

Comunitat Africana Oriental (Kenya, Tanzània, Uganda)
- East African Airways

 Equador
- AREA

 Egipte
- Egyptair
- Misrair
- United Arab Airlines

 França
- Air France
- Union Aéromaritime de Transport
- UTA Union des Transports Aeriens

 Grècia
- Olympic Airlines

 Kuwait 
- Kuwait Airways

 Líban
- Middle East Airlines

 Malàisia
- Malaysia Airlines
- Malaysia-Singapore Airlines

 Mèxic
- Mexicana d'Aviació

 Aràbia Saudita
- Govern de l'Aràbia Saudita
- Rei Saud de l'Aràbia Saudita

 Sudan
- Suen Airways

 Regne Unit
- BEA Airtours
- British European Airways (BEA)
- British Overseas Airways Corporation (BOAC)
- Channel Airways
- Dan Air

 Estats Units
- Capital Airlines (Demanat però mai es va arribar a utilitzar)

### Operadors militars
- Real Força Aèria Canadenca
  - 412 Squadron (1953-1963) Comet 1A (després va ser retroadaptat a 1XB)

 Regne Unit
- Royal Air Force
  - 51 Squadron (1958-1975) Comet C2 (RC)
  - 192 Squadron (1957-1958) Comet C2 (RC)
  - 216 Squadron (1956-1975) Comet C2 and C4
- Royal Aircraft Establishment